# Cerocephalidae
Cerocephalidae (лат.) — семейство паразитических наездников из надсемейства Chalcidoidea отряда перепончатокрылые насекомые. Около 40 видов (в Неарктике 9 видов из 6 родов). В ископаемом состоянии известны из балтийского и доминиканского янтарей. До 2022 года в статусе подсемейства Cerocephalinae из семейства Pteromalidae.

## Описание
Усики состоят из 8—11 члеников (кольцевидные членики в жгутике обычно отсутствуют). Тело частично рыжее, между основаниями усиков и наличником расположены приподнятые гребни или бугорки. Парапсидальные бороздки на груди имеются и обычно полные.
Паразиты (гиперпаразиты) личинок жуков, живущих в древесине и/или (Cerocephala rufa) их паразитов из семейства бракониды. Космополитный вид Theocolax elegans (= Choetospila elegans) обычный паразит жуков-вредителей запасов продуктов, зерна и древесины (Anobiidae, Bostrichidae, Curculionidae, Bruchidae, Dryophthoridae, etc.), таких как сигаретный жук-точильщик (Lasioderma serricorne), хлебный точильщик (Stegobium paniceum), амбарный обыкновенный долгоносик (Sitophilus granarius).
- Acerocephala atroviolacea
- Cerocephala eccoptogastri
- Neocalosoter scolytivora
- Theocolax elegans
- Theocolax formiciformis

## Систематика
13 родов, около 40 видов. В 2011 году ходе молекулярно-генетического исследования группа Cerocephalinae признана монофилетичной и наряду с подсемействами Cleonyminae, Spalangiinae и Herbertinae рассматривалась одной из анцестральных ветвей в составе семейства Pteromalidae.
В 2022 году в ходе реклассификации птеромалид это крупнейшее семейство хальцидоидных наездников было разделено на 24 семейства и подсемейство Cerocephalinae выделено в отдельное семейство Cerocephalidae.
- Acerocephala Gahan, 1946 — Неарктика[1]
- Cerocephala Westwood, 1832
- Choetospilisca Hedqvist, 1969[10]
- Gahanisca Hedqvist, 1969 — Бразилия[10]
- Gnathophorisca Hedqvist, 1969 — Бразилия[10]
- Laesthiola Boucek, 1993 — США[11]
- Muesebeckisia  Hedqvist, 1969 — Бразилия[10]
- Neocalosoter Girault & Dodd, 1915
- Neosciatheras  Masi, 1917 — Сейшельские острова
- Paracerocephala  Hedqvist, 1969 — Заир[10]
- Paralaesthia  Cameron, 1884 — Панама
- Sciatherellus Masi, 1917
- Theocolax Westwood, 1832[12] (=Chaetospila Westwood, 1874, Choetospila Westwood, 1874[13])
  - Theocolax formiciformis Westwood, 1832 (=Cerocephala formiciformis (Westwood, 1832))

- Палеонтология
  - †Dominocephala Krogmann, 2013 (Доминиканский янтарь)[14]
  - †Pteropilosa Bläser, Krogmann & Peters, 2015 (Балтийский янтарь)[15]
  - †Tenuicornis Bläser, Krogmann & Peters, 2015 (Доминиканский янтарь)[15]